# モーリス・ド・ゲラン

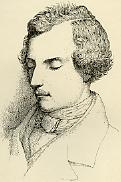
モーリス・ド・ゲラン

モーリス・ド・ゲラン（Maurice de Guérin、1810年8月4日 - 1839年7月19日）は、フランスの詩人。南フランスのタルヌ県ケーラの貴族の家に生まれる。トゥールーズの神学校を出た後、パリのコレージュ・スタニスラスで学ぶ。四十数篇の韻文による習作と、数篇の散文による詩、日記『緑の手帳』などを作る。日記作家のウジェニー・ド・ゲランは実姉で、彼女から生涯愛情を受けた。1839年に結核で息を引き取る。